# Holiday Road
Holiday Road è un singolo del 1983 scritto e interpretato da Lindsey Buckingham.
Scritto come colonna sonora d'apertura della commedia National Lampoon's Vacation, e a sua volta utilizzato nei seguiti Ma guarda un po' 'sti americani! (1985) e Las Vegas - In vacanza al casinò (1997). Il brano  ha raggiunto la posizione 82 della Billboard Hot 100 ed è stata oggetto di numerose cover, tra cui quelle in versione pop dei Limp e degli Aquabats. Nel 2015, in occasione dell'uscita di Come ti rovino le vacanze, è stata eseguita un'ulteriore cover a cura della Zac Brown Band.